# Bror Abelli

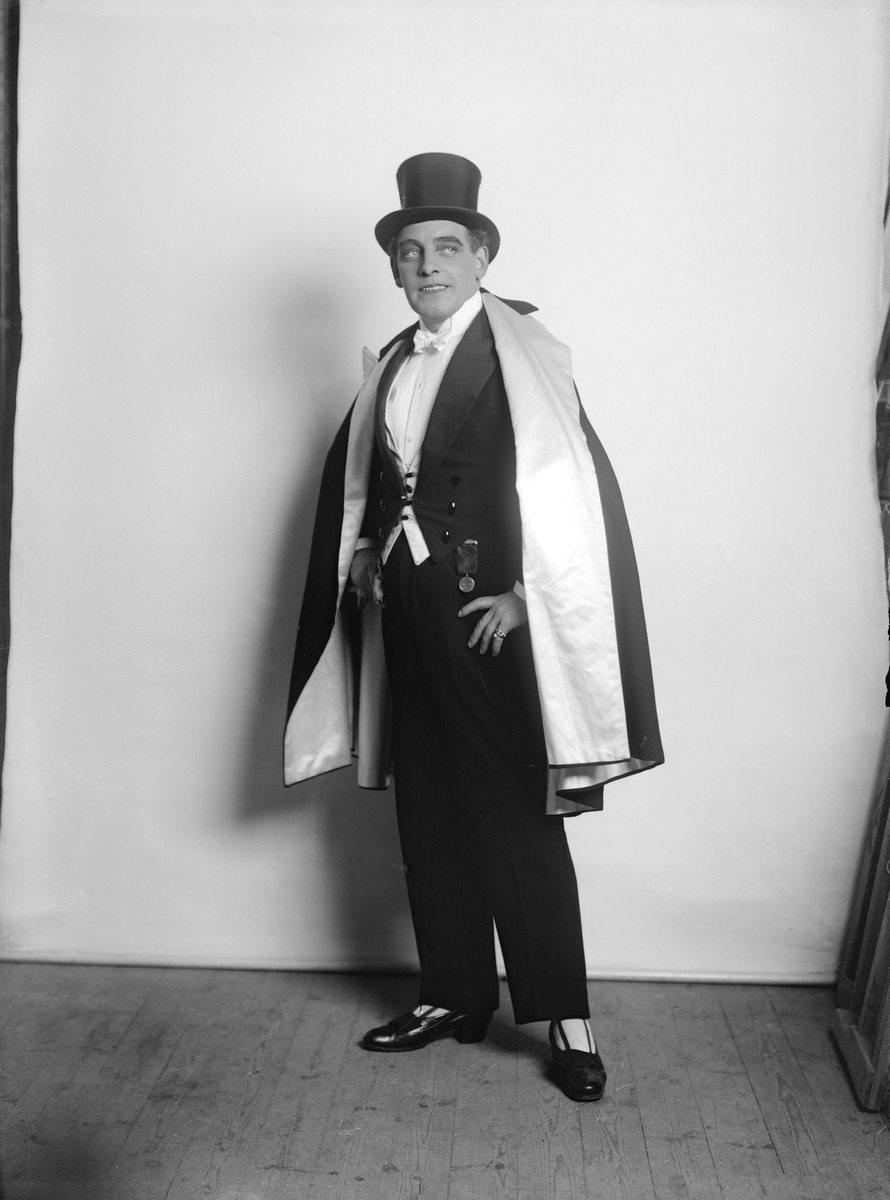
Bror Abelli, 1926

Bror Abelli (* 26. Juli 1880; † 12. November 1962 in Överjärna, Södermanland) war ein schwedischer Regisseur, Schauspieler, Sänger, Schriftsteller und Kinobesitzer.

## Leben
Abelli begann 1924 die Herausgabe der eigenen Filmzeitschrift Filmkuriren und war auch ein aktiver Debattierer in Film- und Kinofragen. Er ließ 1909 das erste feste Kino in Umeå bauen. Nachdem das Stadttheater von Umeå 1913 niedergebrannt war, baute er sein Kino zum Theater um, stellte eine Amateurtheatergruppe auf und spielte Revues. Auf dem Höhepunkt seiner Karriere betrieb er etwa zwanzig Kinotheater von Kiruna bis Stockholm.
Im Museum Västerbotten kann sein erstes Kino heute noch besichtigt werden.

## Filmografie

### Schauspieler
- 1923: Janne Modig
- 1938: Karriär
- 1941: Spökreportern
- 1941: Fröken Kyrkråtta
- 1943: I mörkaste Småland
- 1946: Hotell Kåkbrinken

### Drehbuchautor und Regisseur
- Janne Modig, 1923
- Gamla gatans karneval, 1923
- Löjen och tårar, 1924

### Produzent
- Janne Modig, 1923
- Gamla gatans karneval, 1923

## Werke
- En ropandes röst, 1911
- Salt och peppar, 1915
- Droppen som längtar till havet, 1930
- Javes bok, 1931
- Vindfallskungen, 1937
- En kort historik över Olaus Magnus Gothus och nordens geografi, 1940
- Vi! evighetslågor, 1955
- Mirakelresor genom tidlösheten, 1956